# Internationales Roerich-Zentrum

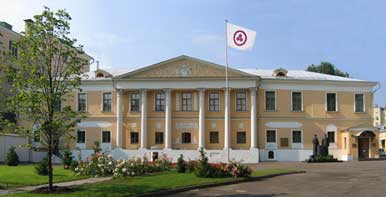
Das Lopuchin-Haus mit dem gehissten Friedensbanner des Roerich-Paktes im Jahr 2007.

Das Internationale Roerich-Zentrum (russisch Международный Центр Рерихов / Meschdunarodny Zentr Rerichow, wissenschaftliche Transliteration Meždunarodnyj Centr Rerichov; Abk. russisch МЦР/MZR, wissenschaftliche Transliteration MCR; englisch International Centre of the Roerichs, Abkürzung ICR) ist eine internationale Nichtregierungsorganisation mit Sitz in Moskau. Die Institution der Roerich-Bewegung widmet sich der Bewahrung und Verbreitung des Erbes von Nicholas und Helena Roerich. Sie fördert Kunst, Kultur, Wissenschaft und spirituelle Werte.
Traditioneller Sitz war das Lopuchin-Gutshaus (Ussadba Lopuchinych), das im 17. und 19. Jahrhundert erbaut wurde.
Das Kulturzentrum und Museum zur Erhaltung des Erben der Künstlerfamilie Roerich war 1990 in Moskau gegründet worden.